# Campionato europeo di football americano Under-19 2017 (IFAF New York)
Il campionato europeo di football americano Under-19 2017 è stato la tredicesima edizione del campionato europeo di football americano per squadre nazionali maschili Under-19.
È stato organizzato dalla fazione IFAF con sede a New York.
È stato vinto dalla Svezia al termine di un triangolare.

## Stadi
Distribuzione degli stadi del campionato europeo di football americano Under-19 2017 (IFAF New York)
| Gentofte                   | Gentofte |
|                            | Gentofte |
| 55°45′01.7″N 12°33′07.46″E | Gentofte |
| Capacità:                  | Gentofte |
| Altitudine:                | Gentofte |
|                            | Gentofte |

## Squadre partecipanti
| Pr. | Squadra   | Data di qualificazione | Qualificata in quanto | Ultima partecipazione |
| --- | --------- | ---------------------- | --------------------- | --------------------- |
| 1   | Danimarca |                        | Paese organizzatore   | Germania 2015         |
| 2   | Finlandia |                        |                       | Spagna 2008           |
| 3   | Svezia    |                        |                       | Spagna 2011           |

## Risultati
| Gentofte 12 luglio 2017, ore 12:00 | Danimarca | 35 – 24 (14-10 14-0 0-0 7-14) | Finlandia |  |

| Gentofte 13 luglio 2017, ore 15:00 | Svezia | 61 – 30 | Finlandia |  |

| Gentofte 14 luglio 2017, ore 18:00 | Danimarca | 14 – 26 | Svezia |  |

## Classifica
|    | Squadre   | G | V | N | P | PF | PS | Diff. |
| 1. | Svezia    | 2 | 2 | 0 | 0 | 87 | 44 | +43   |
| 2. | Danimarca | 2 | 1 | 0 | 1 | 49 | 50 | -1    |
| 3. | Finlandia | 2 | 0 | 0 | 2 | 54 | 96 | -42   |
| -- | --------- | - | - | - | - | -- | -- | ----- |